# Friedrich Theophil Hensel
Friedrich Theophil Hensel (* 25. Juni 1798 in Daubitz; † 13. Juli 1869 in Dresden) war ein deutscher Jurist und Politiker. Er war Mitglied der Frankfurter Nationalversammlung sowie Abgeordneter im Sächsischen Landtag.

## Leben
Der Sohn des Steuerbeamten Carl Friedrich Hensel und seiner Ehefrau Johanna Rosina wurde bereits nach Besuch der Grundschule als Schreiber am Gericht in Kamenz beschäftigt. Begünstigt durch städtische Gönner konnte er in der Folge das Gymnasium besuchen, woran er von 1820 bis 1823 ein Studium der Rechtswissenschaft an der Universität Leipzig anschloss, wo er Mitglied des Corps Lusatia war. Als Rechtskandidat trat er zunächst eine Stelle bei dem Advokaten Lehmann in Bautzen an, die er von 1823 bis 1827 ausübte. Nachdem er sich in Kamenz als Advokat niedergelassen hatte, übernahm er 1838 zunächst das Stadtrichteramt und wurde schließlich 1839 Justizamtmann. Der II. Kammer des Sächsischen Landtags gehörte er 1839/40 sowie 1845/46 und 1847 als Abgeordneter des 19. städtischen Wahlkreises an. In dieser Zeit fungierte er als Sekretär der Kammer. Zudem war er Mitglied der Deputation für die kirchlichen Angelegenheiten. Sein Zeitgenosse Bernhard Hirschel zählt ihn zu den liberalen Mitglieder des Landtags.
Im 23. sächsischen Wahlbezirk (Neustadt-Dresden) wurde er am 13. Mai 1848 als Kandidat des Deutschen Vereins im ersten Wahlgang mit 54 von 94 Stimmen zum Abgeordneten der Frankfurter Nationalversammlung gewählt. Ab 19. Mai 1848 in Frankfurt, schloss er sich der Fraktion Deutscher Hof an. Wegen Rückberufung durch die Sächsische Regierung kehrte er am 21. Mai 1849 nach Sachsen zurück.
Bis 1855 blieb Hensel Justizamtmann in Kamenz und wurde dann zum dortigen Bezirksgerichtsdirektor am neu geschaffenen Bezirksgericht Kamenz berufen. 1857 wurde er zum Ehrenbürger seiner Heimatstadt ernannt. Von 1860 bis 1868 war er schließlich Bezirksgerichtsdirektor am Bezirksgericht Budissin in Bautzen (Budissin wurde 1868 in Bautzen umbenannt).
Sein jüngerer Bruder Adolf Ernst Hensel (1811–1862) war ebenfalls ein Jurist und Politiker, der 1849 Präsident der II. Sächsischen Kammer war und ebenfalls zu den Abgeordneten der Frankfurter Nationalversammlung gehörte.